# Delikatory
Delikatory (biał. Далікатары; ros. Даликаторы) – wieś na Białorusi, w obwodzie witebskim, w rejonie brasławskim, w sielsowiecie Druja.

## Historia
W czasach zaborów wieś leżała w granicach Imperium Rosyjskiego.
W latach 1921–1945 wieś leżała w Polsce, w województwie nowogródzkim (od 1926 w województwie wileńskim), w powiecie brasławskim, w gminie Słobódka.
Według Powszechnego Spisu Ludności z 1921 roku zamieszkiwało tu 80 osób, wszystkie były wyznania rzymskokatolickiego. Jednocześnie 3 mieszkańców zadeklarowało polską przynależność narodową, a 77 białoruską. Było tu 13 budynków mieszkalnych. W 1931 w 15 domach zamieszkiwały 82 osoby.
Wierni należeli do parafii rzymskokatolickiej w Słobódce. Miejscowość podlegała pod Sąd Grodzki w Brasławiu i Okręgowy w Wilnie; właściwy urząd pocztowy mieścił się w Słobódce.